# Lista do Patrimônio Mundial em Bangladesh
A Organização das Nações Unidas para a Educação, a Ciência e a Cultura (UNESCO) propôs um plano de proteção aos bens culturais do mundo, através do Comité sobre a Proteção do Património Mundial Cultural e Natural, aprovado em 1972. Esta é uma lista do Patrimônio Mundial existente em Bangladesh, especificamente classificada pela UNESCO e elaborada de acordo com dez principais critérios cujos pontos são julgados por especialistas na área. Bangladesh, país do sudeste asiático de grandes reservas naturais e denso legado cultural, ratificou a convenção em 3 de agosto de 1983, tornando seus locais históricos elegíveis para inclusão na lista.
Os sítios Cidade-mesquita histórica de Bagerhat e Ruínas do Vihara Budista de Paharpur foram os primeiros locais de Bangladesh incluídos na lista do Patrimônio Mundial da UNESCO por ocasião da 9ª Sessão do Comitè do Património Mundial, realizada em Paris (França) em 1985. Desde a mais recente adesão à lista, Bangladesh totaliza 3 sítios classificados como Patrimônio da Humanidade, sendo todos 2 deles de classificação Cultural e somente 1 de classificação Natural. 

## Bens culturais e naturais
Bangladesh conta atualmente com os seguintes lugares declarados como Patrimônio da Humanidade pela UNESCO:
| | Cidade-mesquita histórica de Bagerhat |
| Bem cultural inscrito em 1985. |                                       |
| Localização: Khulna |                                       |
| Esta antiga cidade, anteriormente chamada khalifatabad, foi fundada no século XV pelo general turco Ulugh Khan Jahan e está localizada nos subúrbios de Bagerhat, na confluência dos rios Ganges e Brahmaputra. Equipada com infraestruturas que atestam a experiência técnica de seus construtores, esta cidade histórica possui um grande número de mesquitas e antigos monumentos islâmicos, construídos principalmente de tijolos. (UNESCO/BPI) |                                       |

| | Ruínas do Vihara Budista de Paharpur |
| Bem cultural inscrito em 1985. |                                      |
| Localização: Rajshahi |                                      |
| Este local religioso, conhecido pelo nome de Somapura Mahavira ("grande mosteiro"), testemunha a ascensão do budismo mahayana em Bengala desde o século VII e foi um famoso centro intelectual até o século XII. O layout desta cidade-mosteiro, perfeitamente adaptado à sua função religiosa, constitui uma excepcional conquista artística. Suas linhas simples e harmoniosas, bem como suas ornamentações esculpidas profusas, influenciaram a arquitetura budista, mesmo em países tão distantes quanto o Camboja. (UNESCO/BPI) |                                      |

| | Sundarbans |
| Bem natural inscrito em 1997. |            |
| Localização: Khulna |            |
| Localizada no Delta do Ganges, a região de Sundarbans abrange 10.000 km² de terra e água. Metade desta área está no território da Índia e o resto em Bangladesh. O local possui a maior extensão de manguezais do mundo e é o habitat de várias espécies raras ou ameaçadas: tigres, mamíferos aquáticos, aves e répteis. (UNESCO/BPI) |            |

## Lista Indicativa
Em adição aos sítios inscritos na Lista do Patrimônio Mundial, os Estados-membros podem manter uma lista de sítios que pretendam nomear para a Lista de Patrimônio Mundial, sendo somente aceitas as candidaturas de locais que já constarem desta lista. Desde 1999, Bangladesh possui 5 locais na sua Lista Indicativa.
| Sítio                           | Imagem | Localização      | Ano  | Dados UNESCO        | Descrição |
| ------------------------------- | ------ | ---------------- | ---- | ------------------- | --- |
| Mahansthangarh e seus Arredores |        | Bogra / Rajshahi | 1999 | Cultural: (ii)(iii) | Os extensos restos arqueológicos de Mahansthangarth estendem-se ao longo da margem ocidental do rio Karatya e consistem em um recinto oblongo massivamente fortificado, 5000 pés de comprimento por 4500 pés de largura, com uma altura média de 15 pés acima da terra agrícola circundante. O local, que foi identificado com o antigo Pudranagar, é protegido pelo rio a oeste e um fosso profundo no sul, oeste e parte do norte. Remonta ao século III .C. e representa o estado mais antigo da cidade de Bengala. O local é o foco de uma série de monumentos menores, situados dentro de um raio protegido de 5 milhas. |